# 李如檜
李如檜（？—1626年），字培原，號台岩，山东济南府陽信縣人。明朝政治人物。

## 生平
十一月初九日生，治礼记。萬曆十九年（1591年）辛卯科第五十七名舉人，二十三年（1595年）乙未科會試第一百十九名，廷試三甲第七十四名進士，户部觀政，本年八月初授直隶東光縣知縣，二十六年再補宝坻县。居河下流，筑堤预防，水害永除。岁旱步祷，夜宿神次，梦搴旗者骑而报雨，既而四郊霑足，秋乃大熟。邑有魚苇二税，中使王姓者移驻催督，不胜咆哮，如檜力折其锋，斂手去。妖党數十人流入境内，设法擒获。二十七年调河间县令，士民叩阙者數千人，復留于宝坻。三十二年晋兵部主事，民爲立祠。轉兵部職方司主事，三十三年驻山海关，榷关中使高淮贪暴横恣，曝其罪于上，後竟伏法，本年养病。三十九年復除职方司主事，四十年升员外郎，晉郎中，丁憂歸。四十三年補武选司郎中，四十四年遷陕西按察副使，移驻鳳翔。四十八年（1620年）正月陟湖廣參政，总宪臬，多所平反。天啓二年（1622年）四月升山西按察使，备兵阳和，而远人入貢。三年升本省右布政使，五年晋陕西左布政使，釐正钱法，公私稱便。六年八月遷太僕寺卿，本年暴病卒，上念其劳，赠正议大夫、工部右侍郎，賜祭葬，蔭一子。

## 家族
曾祖李富，儒官。祖李㬇，庠生。父李競芳，儒官。前母馬氏，母鄭氏。具庆下。娶王氏，继娶梁氏。子李保泰，博学能文，部试天下第一，世之所谓翩翩佳公子也。